# Awak jezik
Awak jezik (awok, yebu; ISO 639-3: awo), jedan od dva awak jezika (drugi je kamo [kcq]), kojim govori 6 000 ljudi (1995 CAPRO) u nigerijskoj državi Gombe .
Awak pripada adamawa-ubangijskim jezicima, široj voltaško-kongoanskoj skupini.

## Vanjske poveznice
- Ethnologue (14th)
- Ethnologue (15th)